# Andinobates altobueyensis
Espèce
Synonymes
- Dendrobates altobueyensis Silverstone, 1975
- Ranitomeya altobueyensis (Silverstone, 1975)

Statut de conservation UICN

 DD  : Données insuffisantes
Statut CITES
Andinobates altobueyensis est une espèce d'amphibiens de la famille des Dendrobatidae.

## Répartition
Cette espèce est endémique du département de Chocó en Colombie. Elle se rencontre entre 985 et 1 070 m d'altitude sur l'Alto del Buey dans la Serranía del Baudó.

## Description
La femelle holotype mesure 17 mm et le mâle paratype 15,5 mm.

## Étymologie
Son nom d'espèce, composé de altobuey et du suffixe latin -ensis, « qui vit dans, qui habite », lui a été donné en référence au lieu de sa découverte.

## Publication originale
- Silverstone, 1975 : A revision of the poison-arrow frogs of the genus Dendrobates Wagler. Natural History Museum of Los Angeles County Science Bulletin, no 21, p. 1-55 (texte intégral).